# 马坑乡
马坑乡，是中华人民共和国福建省漳州市华安县下辖的一个乡镇级行政单位。

## 行政区划
马坑乡下辖以下地区：
马坑村、下垅村、文华村、和春村、福田村和贡鸭山村。